# Pseudonybelinia odontocantha
Pseudonybelinia odontocantha is een lintworm (Platyhelminthes; Cestoda). De worm is tweeslachtig. De soort leeft als parasiet in andere dieren.
Het geslacht Pseudonybelinia, waarin de lintworm wordt geplaatst, wordt tot de familie Paranybeliniidae gerekend. De wetenschappelijke naam van de soort werd voor het eerst geldig gepubliceerd in 1966 door Dollfus.